# Herbert Giles
Herbert Allen Giles (/dʒaɪlz/, 8 tháng 12 năm 1845 – 13 tháng 2 năm 1935) là một nhà ngoại giao và nhà Hán học người Anh, giữ chức giáo sư tiếng Trung tại Đại học Cambridge trong 35 năm. Giles theo học tại Trường Charterhouse trước khi làm nhà ngoại giao cho Anh tại Trung Quốc. Ông là người cải biên hệ thống phiên âm Quan thoại do Thomas Wade xây dựng, qua đó cho ra đời hệ thống phiên âm Wade–Giles được nhiều người biết đến ngày nay. Các tác phẩm mà ông dịch gồm có Luận ngữ (tiếng Anh: Analects of Confucius), Đạo đức kinh (tiếng Anh: Tao Te Ching), Nam Hoa Kinh (tiếng Anh: Chuang Tzu) và đặc biệt là Từ điển tiếng Anh–Trung (1892).

## Cuộc đời và sự nghiệp
Herbert Allen Giles là con trai thứ tư của giáo sĩ Anh giáo John Allen Giles (1808–1884). Sau khi theo học Trường Charterhouse, Herbert trở thành nhà ngoại giao Anh tới triều nhà Thanh ở Trung Quốc, phục vụ từ năm 1867 đến 1892. Ông cũng mất vài năm (1885–1888) sống ở Thành Santo Domingo ở Đạm Thủy, bắc Đài Loan. Cháu chắt của Giles là Giles Pickford chia sẻ trong một biểu phát biểu ở lễ khai trương Bảo tàng Fort San Domingo vào ngày 8 tháng 12 năm 2005 rằng cụ cố của ông - Herbert A Giles là lãnh sự của Nữ vương Anh ở Đạm Thủy, Thành San Domingo từ 1885 đến 1891. Trước thời điểm ấy, vào năm 1869, Giles trú ở Cao Hùng. Ông kết hôn với Catherine Maria (Kate) Fenn vào năm 1870 và cho ra đời các con gồm Bertram, Valentine, Lancelot, Edith, Mable và Lionel Giles.
Năm 1897, Herbert Giles trở thành giáo sư tiếng Trung được bổ nhiệm ở Đại học Cambridge, kế nhiệm Thomas Wade. Ở thời điểm ông được bổ nhiệm, bấy giờ không có giáo sư Hán học nào khác công tác ở Cambridge. Vì thế Giles dành phần lớn thời gian đọc các tài liệu Hán ngữ cổ mà Wade tặng lại trước đó, rồi xuất bản ấn phẩm mà ông chọn dịch từ cách đọc chiết trung trong văn học Hoa ngữ. Giles đã xuất bản hơn 60 cuốn sách, bài giảng, bài luận ngắn, bài đăng tạp chí, bài phê bình sách và bài báo. Trong phần lớn đời mình, ông hoàn thành cuốn Từ điển tiếng Anh-Trung sau khi mất 15 năm biên soạn và tác phẩm trở thành tư liệu tham khảo chuẩn trong nhiều năm. Giles cũng xuất bản cuốn sử đầu tiên về văn hóa và nghệ thuật Trung Quốc để làm tài liệu tham khảo. Các bản dịch của ông vẫn có chỗ đứng theo thời gian và nay nằm trong số những bản dịch tốt nhất. Giles không ngại gây tranh cãi và thẳng thắn trong nhiều chủ đề. Trích lời cháu chắt của ông: "Hầu hết những kẻ thù của ông là tác giả những tác phẩm mà ông phê phán. Những người đó gồm E H Parker (nhà Hán học tại Đại học Manchester); Sir Walter Hillier (nhà Hán học từ Luân Đôn) và Sir Thomas Wade - Sứ giả đến Trung Quốc (các giai đoạn 1870-76 và 1880-82) tức cấp trên của Giles tại Lãnh sự quán. Sau đó Wade được bổ nhiệm làm Giáo sư tiếng Trung ở Đại học Cambridge (1888-95). Giles kế nhiệm ông ấy giữ vị trí này vào năm 1897." Giles cũng thẳng thắn nêu quan điểm về công việc của các nhà truyền giáo Cơ đốc và thương nhân Anh vì có quá đông người di cư Trung Quốc trên tàu của Anh. Như Charles Aylmer viết trong cuốn hồi ký về H. A. Giles: "Dù nổi tiếng là người cư xử thô lỗ, ông ấy nói chuyện với bất cứ ai trên phố, từ Phó hiệu trưởng đến người quét phố, nên được người quen nhớ đến là một người có sức hút tuyệt vời. " Giles chắp bút viết một vài tác phẩm cùng con trai là Tiến sĩ Lionel Giles - cũng làm một chuyên gia nghiên cứu Trung Quốc và được bổ nhiệm làm Phó giám đốc phụ trách bảo thảo và sách in ấn phương Đông ở Bảo tàng Anh.
Những tác phẩm của ông sau này gồm một cuốn sử về Nghệ thuật báo ảnh Trung Quốc vào năm 1905 và bài giảng Hibbert về Nho giáo - được Williams and Norgate phát hành vào năm 1915. Ông dành tặng ấn bản thứ ba của cuốn Liêu trai chí dị (1916) cho bảy đứa cháu của mình, nhưng đến cuối đời chỉ còn thân quen với một người con còn sống. Không chỉ là một tín đồ của thuyết bất khả tri, ông còn là thành viên nhiệt thành của Hội Tam Điểm. Ông chưa bao giờ làm thành viên của một phân hiệu nào ở Đại học Cambridge, bất chấp là giáo sư đại học trong 35 năm. Tiến sĩ Giles đã kết hôn hai lần. Người vợ đầu của ông là Bà Catherine Maria Fenn, còn người vợ thứ là Bà Elise Williamina Edersheim (mất năm 1921). Khi bà mất, Giles viết: "Trong suốt 38 năm ấy, chẳng có chữ nào từ ngòi bút của tôi mà bà không kiểm tra và phê duyệt trước khi xuất bản cả". Bản thân Elise là một tác giả, tác phẩm nổi tiếng nhất của bà là Truyện Bờ biển Trung Quốc do bà sáng tác lúc ở Đạm Thủy (1885-1888) và được bà xuất bản dưới bút danh Lise Boehm. Ngày 4 tháng 7 năm 1922, Hiệp hội Hoàng gia châu Á trao Huân chương vàng ba năm một lần cho Giles. Người bạn L. C. Hopkins được cho đã nói: "Nếu ông ấy được yêu cầu trình bày một câu về dấu ấn và công lao đặc biệt trong cuộc đời liên tục lao động của Giáo sư Giles, ông sẽ nói vượt trên toàn bộ các học giả sinh thời khác, ông đã nhân văn hóa các nghiên cứu về Trung Quốc. Bằng những tác phẩm của mình, ông đã làm cho độc giả [phương Tây] biết nhiều hơn về Trung Quốc - những thứ vật chất và thiết yếu – ông đã truyền bá về trí tuệ, năng lực và thành tựu của người Trung Quốc một cách tốt hơn và chân thực hơn bất kỳ học giả nào khác." Cuối cùng Giles nghỉ hưu vào năm 1932 rồi mất ở Cambridge vào ngày 13 tháng 12 năm 1935, thọ 89 tuổi.

## Di sản
Giles đã nhận được giải Prix Julien từ Viện hàn lâm Pháp vào năm 1897 nhờ tác phẩm Từ điển nhân vật Trung Quốc. Cuốn sách không được xem là đáng tin cậy trong giới học thuật hiện đại, theo mô tả sau của Endymion Wilkinson:
Cuốn sách đầy những điểm không chính xác và khâu chọn lọc tệ hơn nhiều so với mong đợi. Một phần ba số ngày tháng bị sai vì Giles cho rằng nếu có người bị ghép mất vào năm 1200, thọ 63 tuổi thì anh/cô ta  phải sinh vào năm 1137 (mà trong hầu hết trường hợp, 1138 sẽ là phương án đúng hơn).

Một cuốn từ điển tiếng Trung ra đời gần đây cho rằng từ điển của Giles có "ý nghĩa và quan tâm đặc biệt", "thể hiện niềm tự hào khi có chỗ đứng trong lịch sử các cuốn từ điển song ngữ Trung Quốc để làm nguồn tư liệu chính thức cho hệ thống phiên âm Wade-Giles." (Yong và Peng 2008: 387).
Nhà Hán học kiêm sử học người Anh Endymion Wilkinson (2013: 85) cho rằng từ điển của Giles "vẫn là một kho trữ tài liệu tiếng Trung thú vị cuối đời nhà Thanh, tuy nhiên có rất ít hoặc không có dấu hiệu về các chú thích, mà chủ yếu lấy từ Khang Hi tự điển)" (Wilkinson 2013: 85), Năm 1917, Giles đã tài trợ cho giải thưởng Prix Giles với 800 đồng franc. Với đơn vị quản lý là tổ chức Académie des Inscriptions et Belles-Lettres, đây là giải thưởng được trao hai năm một lần cho cá nhân người Pháp là tác giả một tác phẩm về Trung Quốc, Nhật Bản hay về Đông Á nói chung.
Bản dịch Liêu trai chí dị của Giles đã gây nhiều tranh cãi từ giới chuyên môn. John Minford và Tong Man miêu tả bản dịch của Herbert Giles là "gây sốc", bởi vì ông chọn không dịch "bất cứ thứ gì liên quan đến tình dục, sinh đẻ, máu, đôi khi là cơ thể người ở bất kì khía cạnh nào" và thường viết "dài lạ thường để che đậy dấu vết của mình, thể hiện sự khéo léo và tinh vi." Ở bản dịch của Giles, các hồ ly có mong muốn trò chuyện và chia trà với mọi người thay vì cố quyến rũ và quan hệ tình dục; còn những cặp đôi cùng lắm chỉ là trao cho nhau những nụ hôn. Họ ghi chép rằng "Giles làm theo chỉ thị phía trên mà không cần thắc mắc" vì ông buộc phải tuân theo quy tắc đạo đức dưới thời đại Victoria, đồng thời kêu gọi độc giả "đừng quá đặt nặng bản dịch Liêu trai của Giles." Họ nói thêm rằng "ấn bản bộ truyện của Commercial Press (HK) được lưu hành rộng rãi có nhiều đoạn cắt ghép gây sốc tương tự như Giles."
Minford và Tong Man cho biết rằng độc giả vẫn tiếp tục đọc các bản dịch của Giles, ngay cả khi chúng "ở mức nhiều nhất thì chỉ được chấp nhận một cách miễn cưỡng, thường bị chế giễu và bị coi là sự bóp méo theo kiểu Phương Đông..." Lydia Chiang miêu tả bài luận của Minford và Tong Man "tái đánh giá thời hậu Said" khi so sánh bản dịch của Giles với cách trình bày truyện theo hướng truyền thống và hiện đại của Trung Quốc.

## Chức vụ ngoại giao
- Phó lãnh sự Anh ở Đảo Pagoda, Mã Vĩ (1880–1883)
- Phó lãnh sự Anh ở Thượng Hải (1883–1885)
- Lãnh sự Anh ở Đạm Thủy (1885–1891)
- Lãnh sự Anh ở Ninh Ba (1891–1893)

## Giải thưởng
Dưới đây là danh sách huy hiệu và giải thưởng của Giles:
- Huân chương Gia Hòa
- Huân chương vàng của Hiệp hội châu Á hoàng gia
- Prix St. Julien của Viện hàn lâm Pháp (hai lần)
- Bằng danh dự từ Đại học Aberdeen (1897) và Đại học Oxford (1924)

## Danh sách tác phẩm

### Sách của Herbert Giles
- Giles, Herbert Allen (1872). Chinese Without a Teacher. A. H. de Carvalho, Thượng Hải.
- — (1873). A Dictionary of Colloquial Idioms in the Mandarin Dialect. A. H. De Carvalho, Thượng Hải.
- — (1874). Synoptical Studies in the Chinese Character. Kelly & Company, Thượng Hải.
- — (1876). Chinese Sketches. Trübner & Company,, London and Kelly & Walsh, Shanghai. Gutenberg.org: Full text
- — (1877). Handbook of the Swatow Dialect: With a Vocabulary. [Published with the Assistance of the Straits' Government]. N.p., Shanghai.
- — (1877). From Swatow to Canton: (Overland). Trübner, London and Kelly & Walsh, Shanghai.
- — (1878). A Glossary of Reference, on Subjects Connected with the Far East. Messrs. Lane, Crawford & Co., London, Kelly & Walsh, Shanghai, and Bernard Quaritich, New York.
- — (1879). On Some Translations and Mistranslations in Dr. Williams' Syllabic Dictionary of the Chinese Language. A.A. Marçal, Amoy.
- — (1892). A Chinese-English Dictionary. Bernard Quaritch, London and Kelly & Walsh, Shanghai, Hongkong, Yokohama and Singapore. Volume 1
- — (1892). A Chinese Biographical Dictionary (PDF). Bernard Quaritch, London and Kelly & Walsh, Limited, Shanghai and Yokohama. Volumes 1-2
- — (1898). Chinese Poetry in English Verse. Bernard Quaritch, London and Kelly & Walsh, Shanghai.
- — (1898). A Catalogue of the Wade Collection of Chinese and Manchu Books in the Library of the University of Cambridge, Cambridge University Press.
- — (1901). History of Chinese Literature, D. Appleton & Company, New York and London.  Wikipedia page: History of Chinese Literature
- — (1901). Great Religions of the World, Harper & Brothers Publishers, New York and London.
- — (1901). Chinese Without a Teacher: Being a Collection of Easy and Useful Sentences in the Mandarin Dialect, with a Vocabulary. Kelly & Walsh, Limited, Shanghai.
- — (1902). China and the Chinese. Columbia University Press, New York.
- — (1905). An Introduction to the History of Chinese Pictorial Art, Bernard Quaritch, London
- — (1906). Religions of Ancient China, Archibald Constable & Co. Ltd., London (Religions: Ancient and Modern series)
- — (1911). Chinese Fairy Tales. Gowans & Gray. Ltd., London and Glasgow.
- — (1911).  The Civilization of China.
- — (1912). China and the Manchus. Cambridge University Press. (The Cambridge Manuals of Science and Literature). Gutenberg.org: Full text
- — (1915). Confucianism and Its Rivals: Lectures Delivered in the University Hall of Dr. William's Library, London, October-December 1914, London: Williams and Norgate, 1915 (The Hibbert Lectures: Second Series)
- — (1919). How to Begin Chinese: The Hundred Best Characters. Kelly & Walsh, Shanghai; Bernard Quaritch, London.
- — (1922). How to Begin Chinese: The Second Hundred Best Characters. Kelly & Walsh, Shanghai.
- Revision of Bullock's Progressive Exercises (1922)
- The Chinese and Their Food (Zhonghua Fanshi) (1947, Shanghai) (posthumous)
- "The Memoirs of H.A. Giles,"  Lưu trữ ngày 23 tháng 9 năm 2015 tại Wayback Machine East Asian History 13 (1997): 1–90. Dated 1925.

### Bản dịch của Herbert Giles
- Faxian, Record of the Buddhistic Kingdoms, Trübner & Co., Luân Đôn và Kelly & Walsh, Thượng Hải, 1877
- Gems of Chinese Literature, 1883; ấn bản thứ: Thượng Hải, Kelly & Walsh, 1922
- The Remains of Lao Tzu, 1886
- Chuang Tzǔ: Mystic, Moralist, and Social Reformer, Bernard Quaritich, 1889
- Vương Ứng Lân, Elementary Chinese: San Tzu Ching, Thượng Hải: Messrs. Kelly & Walsh, Ld., 1900
- Bồ Tùng LInh, Strange Stories from a Chinese Studio, Thượng Hải, etc.: Kelly & Walsh, Ltd., 1916
- Chinese Fairy Tales, tái bản năm 1920 từ ấn bản đầu vào năm 1911. Wikisource: Full text

### Sách liên quan đến Herbert Giles
- Launcelot Cranmer-Byng (1902). The Never-Ending Wrong: and Other Renderings of the Chinese from the Prose Translations of Herbert A. Giles. Grant Richards.